# Smajli
Smajli (енгл. smiley, od reči smile — „osmeh”) ili smeško (takođe i deminutivi: smajlić odnosno smeškić), je stilizovana slika nasmejanog ljudskog lica, uobičajeno predstavljena kao žuto dugme sa dve crne tačke koje predstavljaju oči i polukrugom koji predstavlja usta (☺). Na Internetu i u drugim vidovima komunikacije, ovaj emotikon često ima oblik u vidu dvotačke i zagrade formirajući na taj način sekvence kao što su :), :-), :^) ili (: koje podsećaju na nasmejano ili veselo lice okrenuto za 90 stepeni.
Prvi poznati primeri ovog crteža pripisuju se dizajneru po imenu Harvi Bol (енгл. Harvey Ball), koji je izmislio lik 1963. godine za američku osiguravajuću firmu State Mutual Life Assurance iz Vustera, Masačusets. Bol nikada nije pokušao da koristi, promoviše ili zaštiti prava na sliku. Ona je dospela u javno vlasništvo u Sjedinjenim Državama pre nego što je to moglo biti urađeno. Kao rezultat toga, Bol nikada nije stekao ikakvu zaradu za svoj ikonični crtež osim prvobitne isplate od 45 $.
Dejvid Stern (енгл. David Stern) iz David Stern Inc., marketinške agencije iz Sijetla, tvrdio je da je on izmislio smajlija. Stern je napravio svoju verziju 1967. godine kao deo kampanje za firmu Washington Mutual, ali je izjavio kako nije nameravao da je zaštiti.